# Jaakko Friman
Jaakko Johannes Friman, född 13 januari 1904 i Tammerfors, död 17 februari 1987 i Tammerfors, var en finländsk skridskoåkare.
Friman blev olympisk bronsmedaljör på 500 meter vid vinterspelen 1928 i Sankt Moritz.